# Вейкфілд (парафія, Нью-Брансвік)
Вейкфілд (англ. Wakefield) — парафія в Канаді, у провінції Нью-Брансвік, у складі графства Карлтон.

## Населення
За даними перепису 2016 року, парафія нараховувала 2767 осіб, показавши скорочення на 1,7%, порівняно з 2011-м роком. Середня густина населення становила 14,1 осіб/км².
З офіційних мов обидвома одночасно володіли 250 жителів, тільки англійською — 2 510. Усього 45 осіб вважали рідною мовою не одну з офіційних.
Працездатне населення становило 68,2% усього населення, рівень безробіття — 7,4% (9,3% серед чоловіків та 5,4% серед жінок). 85,4% осіб були найманими працівниками, а 12,9% — самозайнятими.
Середній дохід на особу становив $36 744 (медіана $30 720), при цьому для чоловіків — $43 576, а для жінок $30 561 (медіани — $38 170 та $23 888 відповідно).
33,1% мешканців мали закінчену шкільну освіту, не мали закінченої шкільної освіти — 18,3%, 48,6% мали післяшкільну освіту, з яких 19,5% мали диплом бакалавра, або вищий.
| Статево-вікова структура населення | Статево-вікова структура населення | Статево-вікова структура населення | Статево-вікова структура населення | Статево-вікова структура населення |
| ---------------------------------- | ---------------------------------- | ---------------------------------- | ---------------------------------- | ---------------------------------- |
|                                    |                                    |                                    |                                    |                                    |
| Всього                             | Всього                             | 48,7%51,3%                         |                                    |                                    |
| 0 — 14 років                       | 0 — 14 років                       |                                    | 16,9%                              | 16,9%                              |
| 15 — 64 років                      | 15 — 64 років                      |                                    | 65%                                | 65%                                |
| 65 і більше                        | 65 і більше                        |                                    | 18%                                | 18%                                |
| 85 і більше                        | 85 і більше                        |                                    | 1,6%                               | 1,6%                               |
| Середній вік (років)               | Середній вік (років)               | 41,642,8                           | 42,2                               | 42,2                               |
| Медіана (років)                    | Медіана (років)                    | 44,345,2                           | 44,7                               | 44,7                               |
| — чоловіки — жінки                 |                                    |                                    |                                    |                                    |

| Походження мешканців:     | Походження мешканців:     | Походження мешканців: | Походження мешканців: | Походження мешканців: |
| ------------------------- | ------------------------- | --------------------- | --------------------- | --------------------- |
| Походження                |                           |                       | осіб                  | %                     |
| Корінні американці        | Корінні американці        |                       | 130                   | 4.73%                 |
| Інше північноамериканське | Інше північноамериканське |                       | 1 350                 | 49.09%                |
| Європейське               | Європейське               |                       | 1 790                 | 65.09%                |
| британське                | британське                |                       | 1 635                 | 59.45%                |
| французьке                | французьке                |                       | 260                   | 9.45%                 |
| українське                | українське                |                       | 20                    | 0.73%                 |
| Латинськоамериканське     | Латинськоамериканське     |                       | 20                    | 0.73%                 |
| Африканське               | Африканське               |                       | 40                    | 1.45%                 |
| Азійське                  | Азійське                  |                       | 10                    | 0.36%                 |

| Зайнятість населення за галузями (за класифікацією NOC): | Зайнятість населення за галузями (за класифікацією NOC): | Зайнятість населення за галузями (за класифікацією NOC): | Зайнятість населення за галузями (за класифікацією NOC): | Зайнятість населення за галузями (за класифікацією NOC): |
| -------------------------------------------------------- | -------------------------------------------------------- | -------------------------------------------------------- | -------------------------------------------------------- | -------------------------------------------------------- |
|                                                          |                                                          |                                                          |                                                          |                                                          |
| Управління                                               | Управління                                               |                                                          | 11,5%                                                    | 11,5%                                                    |
| Бізнес, фінанси та адміністрування                       | Бізнес, фінанси та адміністрування                       |                                                          | 15,8%                                                    | 15,8%                                                    |
| Природничі та прикладні науки                            | Природничі та прикладні науки                            |                                                          | 2,3%                                                     | 2,3%                                                     |
| Охорона здоров'я                                         | Охорона здоров'я                                         |                                                          | 6,6%                                                     | 6,6%                                                     |
| Освіта, правозахист, муніципальні та урядові служби      | Освіта, правозахист, муніципальні та урядові служби      |                                                          | 12,5%                                                    | 12,5%                                                    |
| Мистецтво, культура, відпочинок та спорт                 | Мистецтво, культура, відпочинок та спорт                 |                                                          | 1%                                                       | 1%                                                       |
| Роздрібна торгівля та послуги                            | Роздрібна торгівля та послуги                            |                                                          | 17,4%                                                    | 17,4%                                                    |
| Гуртова торгівля, транспорт та обладнання                | Гуртова торгівля, транспорт та обладнання                |                                                          | 23%                                                      | 23%                                                      |
| Природні ресурси, сільське господарство                  | Природні ресурси, сільське господарство                  |                                                          | 4,6%                                                     | 4,6%                                                     |
| Виробництво                                              | Виробництво                                              |                                                          | 5,3%                                                     | 5,3%                                                     |

## Клімат
Середня річна температура становить 4,5°C, середня максимальна – 23,4°C, а середня мінімальна – -18,6°C. Середня річна кількість опадів – 1 060 мм.
| Клімат поселення                              | Клімат поселення | Клімат поселення | Клімат поселення | Клімат поселення | Клімат поселення | Клімат поселення | Клімат поселення | Клімат поселення | Клімат поселення | Клімат поселення | Клімат поселення | Клімат поселення | Клімат поселення |
| Показник                                      | Січ.             | Лют.             | Бер.             | Квіт.            | Трав.            | Черв.            | Лип.             | Серп.            | Вер.             | Жовт.            | Лист.            | Груд.            |                  |
| Середній максимум, °C                         | −5,21            | −3,75            | 2,74             | 10,20            | 17,49            | 22,54            | 23,43            | 22,46            | 17,37            | 11,18            | 4,95             | −3,11            |                  |
| Середня температура, °C                       | −11,88           | −10,44           | −3,95            | 3,52             | 10,81            | 15,85            | 19,15            | 18,19            | 13,10            | 6,90             | 0,66             | −7,4             |                  |
| Середній мінімум, °C                          | −18,58           | −17,12           | −10,64           | −3,18            | 4,12             | 9,16             | 14,88            | 13,91            | 8,82             | 2,62             | −3,63            | −11,67           |                  |
| Норма опадів, мм                              | 91               | 62               | 77               | 79               | 93               | 88               | 101              | 95               | 96               | 88               | 99               | 91               |                  |
| Середньомісячна швидкість вітру, м/с          | 3.58             | 3.66             | 3.88             | 3.74             | 3.49             | 3.10             | 2.80             | 2.70             | 2.96             | 3.30             | 3.50             | 3.54             |                  |
| Середньомісячна сонячна радіація, кДж/м²·день | 5160             | 8390             | 12169            | 15668            | 18420            | 20306            | 19754            | 17581            | 13020            | 8176             | 4876             | 4011             |                  |
| --------------------------------------------- | ---------------- | ---------------- | ---------------- | ---------------- | ---------------- | ---------------- | ---------------- | ---------------- | ---------------- | ---------------- | ---------------- | ---------------- | ---------------- |
| Джерело:                                      |                  |                  |                  |                  |                  |                  |                  |                  |                  |                  |                  |                  |                  |